# Cerkiew Mądrości Bożej w Białymstoku
Cerkiew Mądrości Bożej (Hagia Sophia) – prawosławna cerkiew parafialna w Białymstoku. Należy do dekanatu Białystok diecezji białostocko-gdańskiej Polskiego Autokefalicznego Kościoła Prawosławnego.

## Wiadomości ogólne
Świątynia znajduje się na osiedlu Wygoda, przy ulicy Trawiastej. Wzorowana była na konstantynopolitańskiej cerkwi Hagia Sophia. Autorem projektu świątyni jest Michał Bałasz. Budowę rozpoczęto w 1987. Freski wykonała 4-osobowa grupa malarzy z Grecji: prof. Konstantinos Xenopoulos (kierował wszystkim), Konstantinos Tzitzilis oraz małżeństwo Leonidas i Maria Tsauparoglou. Polichromia w kopule budowli jest darem Patriarchatu Konstantynopolitańskiego dla cerkwi, natomiast polichromia części ołtarzowej – prywatną ofiarą malarzy.
Pierwszą Świętą Liturgię w budowanej cerkwi celebrowano we wrześniu 1994. Od 7 kwietnia 1996 w świątyni odprawiane są wszystkie nabożeństwa parafialne. Poświęcenia cerkwi dokonał patriarcha Konstantynopola Bartłomiej I wraz z metropolitą warszawskim i całej Polski Sawą 15 października 1998.
Od 2008 w cerkwi odbywają się koncerty chórów będących laureatami Międzynarodowego Festiwalu „Hajnowskie Dni Muzyki Cerkiewnej”, a także koncerty w ramach Festiwalu Kultury Serbskiej „Vidovdan”.
W sierpniu 2018 r. cerkiew odwiedził metropolita całej Ameryki i Kanady Tichon, zwierzchnik Kościoła Prawosławnego w Ameryce.

## Architektura
Cerkiew została wzniesiona na planie prostokąta o wymiarach 32.5 × 22.5 m. Całkowita wysokość budowli (od posadzki do najwyższego punktu kopuły centralnej) wynosi 17 m. Elewacje wykonano z cegły klinkierowej. Na ścianach północnej i południowej utworzono wzory z płycin i pilastrów, przechodzących w przenikające się łuki. Świątynia posiada pięć kopuł (największą – centralną i cztery mniejsze) pokrytych miedzianą blachą i zwieńczonych krzyżami. Centralna kopuła ma średnicę 16 m, a wieńczący ją krzyż – 4 m wysokości. Bryła świątyni ukształtowana jest według osi wertykalnej, wyznaczonej przez najwyższy punkt kopuły centralnej. Kopuła ta wsparta jest na łukach arkadowych i pendentywach. Oś horyzontalną wyznaczają dwie półkopuły oraz rzędy kolumn, oddzielających nawę główną od bocznych. Nad bocznymi nawami znajdują się balkony. W celu zachowania w cerkwi odpowiedniej akustyki, w apsydzie zachodniej umieszczono kontrapsydę, dzięki czemu nie powstają zjawiska pogłosu ani echa.
W świątyni znajduje się jednorzędowy ikonostas (którego łuki wykonano z odlewów z mączki marmurowej), z ikonami napisanymi przez greckiego artystę Konstantinosa Spandinosa, będącymi darem od arcybiskupa Aten i całej Grecji Chrystodulosa. Wewnętrzne ściany (zarówno w prezbiterium, jak i w części nawowej) ozdabiają polichromie. Dolne części ścian obłożone są białym marmurem. Posadzkę wykonano z granitu o siedmiu kolorach, z centralnie umieszczoną kompozycją przedstawiającą dwugłowego orła, godło Cesarstwa Bizantyńskiego.
W cerkwi umieszczono siedem dzwonów, odlanych w Woroneżu.
Powierzchnia użytkowa cerkwi wynosi 625 m². Świątynia może pomieścić 1500 osób.